# Wapen van Diemen

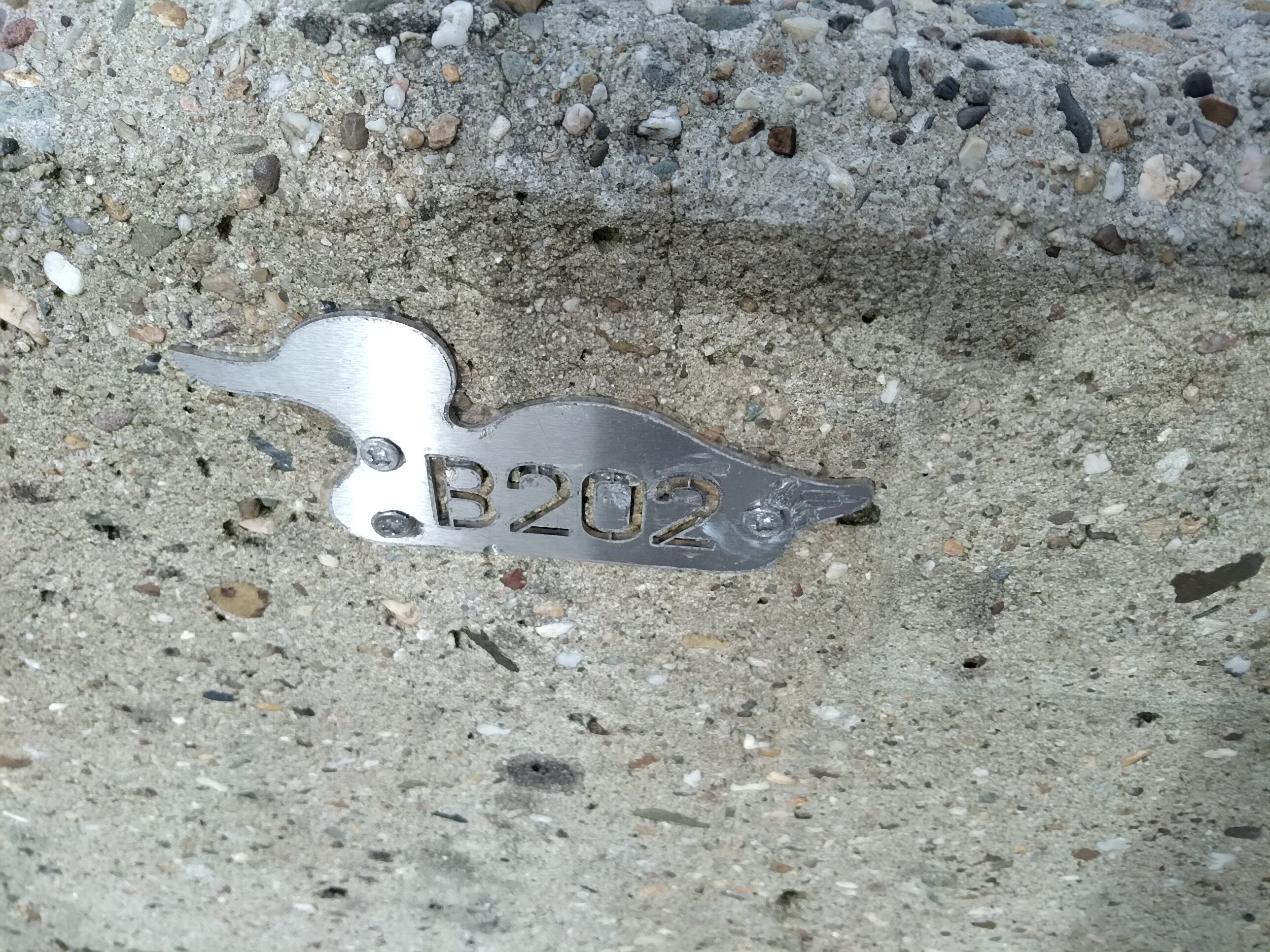
Brugnummerplaat B202 (november 2021)

Het wapen van Diemen  werd op 26 juni 1816 bevestigd in gebruik. Op 13 april 1978 werd het huidige wapen aan de Nederlandse gemeente Diemen verleend. Het nieuwe wapen was gelijk aan het oude, maar wel met een kroon en een kleine aanpassing aan de eenden in het wapen.

## Blazoenen
Omdat de gemeente in 1816 is bevestigd in het gebruik en in 1978 een nieuw wapen kreeg zijn er twee blazoeneringen bekend bij de Hoge Raad van Adel. 

### Blazoen 1817
De beschrijving van het voormalige wapen luidt als volgt:
Van lazuur beladen met een dwarsbalk van zilver, waarop 3 eenden van sabel.
Het schild is blauw van kleur met daarop een zilveren dwarsbalk. Op de dwarsbalk zijn drie zwarte eenden aangebracht. Opmerkelijk is dat de afbeelding in het register van de Hoge Raad van Adel afwijkt van de beschrijving. De schildkleur neigt naar een donkere Nassaus blauwe kleur, de "eenden" op de zilveren dwarsbalk zijn van natuurlijke kleur, en zwemmen in een water van natuurlijke kleur.

### Blazoen 1978
Het tweede, en huidige, wapen werd in 1978 aan de gemeente toegekend. Het beschrijving luidt nu als volgt:
In azuur een dwarsbalk van zilver, beladen met 3 zwemmende eenden van sabel, gebekt van keel. Het schild gedekt met een gouden kroon van 3 bladeren en 2 parels.
Het nieuwe wapen volgt vrijwel geheel de beschrijving van het oude wapen. Aanpassingen zijn gedaan aan de eenden: die hebben nu rode snavels en er is een gouden kroon bestaande uit drie bladeren en twee parels, een zogenaamde gravenkroon, op het schild geplaatst.

## Overeenkomstige wapens
Het eerste wapen komt voor als kwartier in het wapen van Hoogheemraadschap Amstelland, maar ook in de Nieuwe Croniek van Zeeland voor, daar is het het familiewapen van het geslacht Pous of Poes. Of er een verband is tussen deze familie en Diemen is niet bekend.

Wapen van Hoogheemraadschap Amstelland

## Citaten
De drie eenden uit het wapen worden geciteerd in het kunstwerk Rustpunten XXL langs de Hartveldseweg en Muiderstraatweg. Elk van de drie beelden draagt een eend. Vanaf augustus 2021 plaatst de gemeente met plaatjes met brugnummers op bruggen die de gemeente in beheer heeft. Het nummer wordt vermeld in een afbeelding van een eend. De eend is ook terug te vinden in een muurschildering uit 2020 op de spoorbrug over de Muiderstraatweg.